# مارتین ماتسبو
مارتین ماتسبو (انگلیسی: Martin Matsbo؛ ۴ اکتبر ۱۹۱۱ – ۶ سپتامبر ۲۰۰۲ (aged 90)) ورزشکار اسکی صحرانوردی اهل سوئد بود.
وی در مسابقات کشوری و بین‌المللی در مجموع برندهٔ ۳ مدال برنز شده‌است.